# Eritrichium nipponicum
Eritrichium nipponicum là loài thực vật có hoa trong họ Mồ hôi. Loài này được Makino mô tả khoa học đầu tiên năm 1903.